# Gemma Bellincioni
Gemma Bellincioni (Monza, Italia, 18 de agosto de 1864 – Nápoles, 23 de abril de 1950) fue una soprano italiana, una de las más conocidas del final del siglo XIX. Tuvo una particular afinidad con el repertorio del verismo, y adquirió gran renombre por su carismática forma de actuar y el alarde de sus facultades.

## Biografía
Su nombre real era Matilda Cesira. Sus padres eran cantantes, y después de recibir formación de ellos, hizo su debut operístico en Nápoles en 1880 gracias a su agilidad de garganta y su delicadeza al interpretar. Continuó cantando en Europa y América del sur durante las siguientes dos décadas. A pesar de su fama internacional, apareció sólo una vez en Londres (en la Royal Opera House  en 1895), y aunque nunca cantó en el Metropolitan Opera de Nueva York, interpretó obras en España, Italia, Inglaterra, Holanda y Argentina.
El compositor principal de Italia, Giuseppe Verdi, admiró las aptitudes interpretativas de Bellincioni. Verdi había coincidido con ella en 1886 cuando interpretó a Violetta en La traviata en La Scala de Milán. Aun así, no quedó tan impresionado por su técnica vocal, por lo que no la eligió para cantar la parte de Desdemona en el estreno de Otello el año siguiente. Por otro lado, las maneras histriónicas de Bellincioni, su dicción acentuada y su llamativa presencia escénica se mostraron ideales para el nuevo estilo melodramático de la ópera italiana conocido como verismo, que adquirió gran popularidad a partir de la década de 1890. Cantó este tipo de música con gran pasión, a pesar de que su voz no era particularmente voluminosa, ni madura de tono.

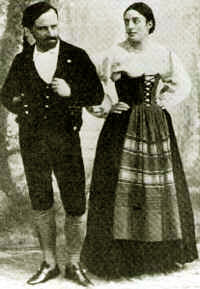
Gemma Bellincioni como Santuzza, y su pareja en escena, y en la vida real, Roberto Stagno, como Turiddu, caracterizados para el estreno en Roma, en 1890 de Cavalleria rusticana.

El 17 de mayo de 1890,  creó el papel de Santuzza en Cavalleria Rusticana en su estreno en Roma. Su pareja, el prominente tenor siciliano Roberto Stagno cantó junto a ella el papel de Turiddu aquella noche. Se habían conocido en una gira por Argentina en 1886.
Bellincioni fue también la primera soprano que cantó el papel principal de otro título clave de la ópera verista: Fedora de Umberto Giordano, el 17 de noviembre de 1898. Su compañero de reparto en esta ocasión fue un joven y prometedor tenor llamado Enrico Caruso. Ocho años más tarde,  protagonizó el estreno en Italia de Salomé. Anunció su retirada de los escenarios en 1911 para enseñar canto, pero reapareció en 1916 para interpretar el papel protagonista en una película muda basada en Cavalleria Rusticana, dirigida por Ugo Falena.
Siguió dando conciertos hasta los 60 años como sus actuaciones en Holanda en los años 20.
Bellincioni escribió un manual para cantantes que se publicó en Berlín en 1912, así como una autobiografía, Io e il palcoscenico, publicada en Milán en 1920. pasó sus últimos años en Nápoles, donde murió a la edad de 85 años, dejando una hija, también soprano, Bianca Stagno-Bellincioni (Stagno, su marido de facto, había muerto 53 años antes).
La voz de Bellincioni todavía se puede escuchar en varias reediciones en CD de sus grabaciones para los sellos Gramophone & Typewriter Company y Pathé  en la década de 1900. Había pasado ya su mejor época, y son un poco decepcionantes artísticamente y musicalmente; pero están considerados de gran interés histórico importante por lo significativa que fue su carrera en su momento.